# Jean-Baptiste Prin
Jean-Baptiste Prin (* um 1669 in London; † nach 1742 in Straßburg) war ein französischer Komponist, Musiker und Tänzer.

## Leben
Jean-Baptiste Prin war zu seiner Zeit der bekannteste Virtuose auf der „Tromba Marina“ (siehe: Trumscheit). Er erlernte dieses Instrument von seinem Vater und bei einem englischen Lehrer. Der nach England emigrierte Vater war es wohl, der 1667 in einem in London geschriebenen Brief, als ein gewisser Franzose namens „Mr. Prin“ als Virtuose auf der Tromba Marina erwähnt wurde.
Jean-Baptiste Prin heiratete 1689 in Lyon und komponierte zahlreiche Werke, die mehrheitlich in einem einfachen Stil gehalten waren. Ab 1698 war Prin am „Theatre de la Foire St. Germain“ in Paris tätig und setzte dort bei seinen Auftritten häufig seine „Trompète marine“ ein. Die Virtuosität Prins auf diesem seltenen Instrument blieb auch dem Hof in Versailles nicht verborgen, so dass Prin eine Anstellung als „maître de danse“ und Tromba-Marina-Solist am königlichen Hofe Ludwig XIV. erhielt. Aber schon 1704 verließ er Paris und ließ sich wieder in Lyon nieder, heiratete ein weiteres Mal und wurde als Trumscheitlehrer und Spieler tätig. Aus seinem Tagebuch geht hervor, dass er zu dieser Zeit mehr als 150 Trumscheit bei Instrumentenbauern in Auftrag gab. 1737 zog Prin nach Straßburg, wo er 1742 das Lehrbuch „Traité sur la trompette marine“ verfasste. In diesem schrieb er über die Geschichte des Instrumentes, so zog er eine afrikanische Ur-Trompete als Vorläufer in Betracht, außerdem schrieb er über deren Bau und Spieltechnik. Prin vermachte seine Instrumente und Handschriften testamentarisch der „Académie des Belles Lettres et Arts“ in Lyon.

## Werke (Auswahl)
Unter Prins Kompositionen findet sich unter anderem ein Konzert für Tromba Marina, Oboe und Streicher, von dem sich die Originalhandschrift in der „Bibliothèque de la Ville de Lyon“ befindet.